# Dosolo
Dosolo – miejscowość i gmina we Włoszech, w regionie Lombardia, w prowincji Mantua.
Według danych na rok 2004 gminę zamieszkiwało 3085 osób, 123,4 os./km².